# An Cafe
Antic Cafe (japonsky アンティック-珈琲店-, Antikku Kafe), známá též jako An Cafe, je japonská poprocková skupina založená v roce 2003. Jejím současným vydavatelem je Sony Music Japan. Její vizuální styl je označován jako ošare kei a svůj hudební styl skupina sama popisuje jako „Haradžuku Dance Rock“. Vydala šest studiových alb, dvě kompilační alba a čtyři EP. 1. září 2010 skupina oznámila plánované pozastavení činnosti po odehrání koncertu v Nippon Budókan naplánovaného na 4. ledna 2010. Pauza trvala do dubna 2012. 22. června 2018 byl oznámen odchod všech členů s výjimkou vokalisty Mikua. Poslední koncert odehráli 9. ledna 2019; od roku 2019 je činnost skupiny pozastavena na neurčito.

## Historie
Skupina byla založena v květnu 2003 vokalistou Mikuem, kytaristou Bouem a baskytaristou Kanonem. Mikuova předchozí skupina Revirii se rozpadla v dubnu téhož roku. An Cafe zpočátku vystupovali bez bubeníka; později se připojil bubeník Teruki, bývalý člen skupiny Feathers-Blue.
V roce 2004 An Cafe vydali své první demo a podepsali nahrávací dohodu s Loop Ash. Jejich nahrávka „Candyholic“ vyšla v březnu a získala druhé místo v Oricon indies single chart. Kapela pokračovala v koncertech a nahrávání, což zahrnulo i jejich první album Šikisai Moment v roce 2005. Kapela vydala ještě více singlů v roce 2006 do svého druhého studiového alba Magnya Carta.
V roce 2007 kapela oznámila své první zámořské vystoupení na Project A-Kon. Krátce po tomhle oznámení následoval odchod Boua. Poslední vystoupení s ním proběhlo 30. 4. 2007 a bylo představeno na DVD jménem Hibiya On ☆The☆ 0 New Sekai. Po tom, co je Bou opustil, byli oznámeni dva noví členové: Takuya namísto Boua jako kytarista a Yu-ki, který se připojil k An Cafe jako klávesista. První singl s jejich novou sestavou byl zveřejněn jako „Kakusei Heroism" následován „Rjúsei Rocket". Na konci roku 2007 An Cafe oznámili své první zámořské turné, jehož součástí byla v roce 2008 také Evropa.
V počátečních týdnech roku 2008 An Cafe oznámili nadcházející singl „Cherry Saku Juki!!", v únoru také jejich příští studiové album Gokutama Rock Cafe, které vydali 9. 4. 2008.
Jejich EP Haradžuku Dance Rock bylo vydáno v březnu 2009. Tato speciální nahrávka byla udělána exkluzivně pro zámořské fanoušky v Severní Americe a Evropě.
BB Parallel World, jejich 4. Studiové album, bylo vydáno v Japonsku 9. 9. 2009 a v Evropě 2. 10. 2009 (satované informace). Obsahuje titulní track singly „Aroma", „Summer Dive" a „Nacu Koi ★ Nacu Game", a osm dalších písniček.
V roce 2010 An Cafe oznámili, že si dají pauzu od svých aktivit. Nevědělo se, na jak dlouho, ale neuvedli, že se rozpadnou. Zpráva, která vyšla na jejich oficiální stránce, říkála, že „po Budókan show se bude každý člen soustředit na své vlastní aktivity, aby se připravil na nový začátek kapely v budoucnu." Již dříve zmíněná Nippon Budókan show se konala 4. 1. 2010.
Přes tuto pauzu se několik členů zapojilo do ostatních projektů. Kanon vedl mobilní hru jménem Pinky☆Distortion, která vyšla v červenci 2010. Byl také hostem na Otakonu 2010 jako účastník diskuse a jako hostující DJ, stejně jako se dal dohromady s Kanon Wakešimou, aby utvořili duo kanonxkanon. Miku se stal vokalistou tehdy nové kapely Lc5, která byla založena v červnu 2010. Teruki hrál jako podpůrný bubeník v kapele DOG in the parallel world orchestra.
1.4. 2012 An Cafe oznámili, že budou pokračovat v aktivitách a udělají světové turné v listopadu v Evropě a Spojeném království. Turné se jmenovalo „ANCAFESTA '12 SUMMER DIVE". Také oznámili, že vydají 2 nové singly a 8. 8. 2012 také mini-album se jménem Amazing Blue.

## Členové
- Miku (みく)  – vokály (2003–současnost)

Dřívější členové
- Bou (坊, Bó) – kytary, doprovodné vokály (2003–2007)
- Kanon (カノン) – baskytara, doprovodné vokály (2003–současnost)
- Teruki (輝喜) – bicí (2003–současnost)
- Takuja (タクヤ, Takuja) – kytary, doprovodné vokály (2007–současnost)
- Yu-ki (ゆうき, Júki) – klávesy, syntetizéry (2007–současnost)

## Vybavení
Yu-ki (klávesy) používá Korg X50 a Yamaha MO6. Jeho reproduktor je Roland Jazz-Chorus 120 a má také Mackie 1202-VLZ PRO mixážní panely. Je používáno hodně funkcí, například přílišné použití vysokého ohnutí v Respect Mommy na Yamahu MO6 Takuya (kytara) používá bílohnědého Fendera, Paul Reed Smith a G&L Telecaster, a Dean and some stompboxy, obsahující Boss Super Chorus a MXR/Phase 90.
Kanon (byskytara) používá dva typy Fender Jazz Basses, EBS/Multi Comp a Basson speaker.
Teruki (bicí) má následující sestavu: jeden Splash Cymbal (Paiste 10"), dva Crash Cymbals (Paiste 16" and 18") Cymbals, jeden China Cymbal (Paiste 18"), jeden Ride Cymbal (Zildjian 20"), jeden Hi-Hat (Zildjian 14"), jeden Hat stand (Pearl), Bass Drum (Pearl 22" x 16"), Snare (Pearl 14" x 5,5"), jeden Mid Tom (Pearl 12" x 8"), jeden Floor Tom (Pearl 16" x 16"),dva Pedals (Pearl) a Behringer amplificat.

## Podpora
An Cafe dlouhodobě podporuje zakladatele a podpůrce japonského pouličně módního labelu Sex Pot Revenge a často jsou viděni v jejich oblečení. Objevili se na obalu magazínu Sex Pot Revenge, V!nyl Syndicate.
V roce 2008 Miku hostil Volume 2 Visual Kei DVD Magazine zároveň s Biju, maskotem magazínu.

## Mezinárodní uznání
An Cafe nabyli v Japonsku velkého úspěchu. Také nabyli středně velkého úspěchu v Evropě, pevnině Asie (Korea, Čína), Argentině, Brazílii, Chile, Kanadě a Spojených státech.
V roce 2008 kapela navštívila Finsko, Švédsko, Německo, Francii, Spojené království, Španělsko, Spojené státy a Koreu na svém prvním zámořském turné "Live Cafe-Tour '08 - Nyappy Go Around World". Odehráli celkem 12 koncertů v 8 zemích.
V listopadu 2008 potvrdili zámořské turné "Live Cafe Tour '09 Nyappy Go Around the World Ⅱ -Harajuku Dance Rock Night-", které zahrnovalo 12 zemí: Rusko, Finsko, Švédsko, Německo, Spojené království, Francii, Španělsko, Argentinu, Chile, Brazílii, Mexiko Spojené státy. Toto turné proběhlo v březnu a dubnu.